# ابرو، مینه‌سوتا
ابرو (به انگلیسی: Ebro) یک منطقهٔ مسکونی در ایالات متحده آمریکا است که در شهرستان کلیرواتر، مینه‌سوتا واقع شده‌است. ابرو ۶۴ نفر جمعیت دارد و ۴۴۱٫۹۷ متر بالاتر از سطح دریا واقع شده‌است.